# Traffic (czasopismo)
Traffic – recenzowane czasopismo naukowe,  publikujące prace z dziedziny biologii doświadczalnej. Tematyka czasopisma skupia się na biologii komórki i biochemii procesów transportu wewnątrzkomórkowego z uwzględnieniem związanych z tym zagadnieniem chorób i dysfunkcji.
Czasopismo jest miesięcznikiem i ukazuje się od 2000 roku w formie drukowanej i on-line. Jego głównymi redaktorami są Mark C. P. Marsh, Gerrit van Meer, Trina A. Schroer, Tom H. Stevens.
Impact factor czasopisma "Traffic" W 2012 roku wyniósł według ISI 4,652, co pod względem tego parametru dawało mu 53. miejsce wśród 184 indeksowanych czasopism z dziedziny biologii komórki. 
Czasopismo jest indeksowane w m.in. bazach publikacji:
- BIOSIS Previews
- Chemical Abstracts - 0009-2258
- Science Citation Index Expanded
- Chemical Abstracts Service - CASSI
- Current Contents - Life Sciences